# Mauna Loa Trail
Le Mauna Loa Trail est un sentier de randonnée américain dans le comté d'Hawaï, à Hawaï. Entièrement situé au sein du parc national des volcans d'Hawaï, il escalade les pentes orientales du Mauna Loa à partir de l'extrémité de la Mauna Loa Road, où se trouve le Mauna Loa Lookout. Il dessert notamment le refuge de montagne dit Puʻuʻulaʻula Red Hill Cabin avant d'atteindre les abords de la caldeira Mokuʻāweoweo par le nord-est.